# Comăna
Comăna či Comăna de Jos (maďarsky Alsókomána, německy Kumanen, Unterkumanen, nářečně Komondjen) je obec v Rumunsku (Sedmihradsku), v Brašovské župě. Patří k ní části Comăna de Sus (Felsőkomána), Crihalma (Királyhalma) a Ticușu Nou (Felsőtyukos).

## Poloha
Comăna se nachází na stejnojmenném horském potoce u soutoku s řekou Olt; 18 km jižně od města Rupea (Kőhalom).

## Historie
V místě nynější obce byly objeveny doklady osídlení v době bronzové z 2. až 1. století př. n. l. Laténská kultura je zastoupena halštatským sídlištěm z 8. a 9. století; raně středověké osídlení je doloženo v 11. až 13. století.
V 16. století byla Comăna de Jos významným správním centrem východní části Țara Făgărașului v době, kdy Sedmihradsku vládl Ștefan Mailat (který se v Comăně v roce 1502 narodil). Pod jurisdikci tohoto střediska spadaly: Comăna de Sus, Veneția de Jos, Veneția de Jos, Crihalma, Ticușu Nou, Cuciulata a Lupșa.
První písemná zmínka o obci Kwmana, nazvané podle kmene Kumánů, pochází z roku 1469. Od konce 15. století odtud odvozoval svůj přídomek de Komana šlechtický rod Majláth (Maylád) původem z východního Banátu (Szörénység). V 17. až 19. století byla Comăna panským sídlem. V roce 1632 zde měli panské sídlo a majorát Rákócziové; též rod Boérů tu měl panský dům. V roce 1722 zde žilo 90 vrchnostenských rodin a 70 rodin poddaných.
V roce 1851 spotřeboval zdejší lihovar brašovského obchodníka Rudolfa Orghidana 13 000 kg surovin (žito, kukuřice, ječmen) ročně. Po roce 1876 patřila Comăna k župě Făgăraș. Na počátku 20. století se zde pálilo vápno. V letech 1909–1918 byla zřízena maďarská státní škola, původně pro děti Maďarů pracujících na státním statku. Budova školy dnes slouží jako obecní úřad.

## Obyvatelstvo
V roce 2011 žilo v Comăně 2 556 obyvatel.
Počet obyvatel mezi lety 1850 a 2011 podle maďarského a rumunského sčítání lidu:

## Pamětihodnosti
- Dva památkově chráněné kostely – řeckokatolický ze 17. století a pravoslavný z 18. století.
- Výstava lidového umění a místní historie

## Osobnosti
- Ștefan Mailat (István Majláth) (1502–1550) – purkrabí hradu Făgăraș a sedmihradský kníže

## Partnerské město
- Nassenfels, Německo